# Stříbrný topol (Vesec u Sobotky)
Stříbrný topol ve Vesci je významný strom, který symbolizuje zdejší staletou tradici vysadit topol bílý vždy, když předešlý zanikne. Podle místní kroniky se tak stalo přinejmenším třikrát. Strom rostl před stavením č. 15 a vysazen byl v roce 1978. Zanikl mezi lety 2011–2015.

## Základní údaje
- název: Stříbrný topol ve Vesci
- druh: topol bílý (Populus alba)
- souřadnice: 50°28'49.96"N, 15°9'22.32"E

### Nejstarší topol zvaný Oliva
- zánik: 1867[1]
- obvod: 960 cm (16 loket, 1867)[1][2]
- věk: ?

Ze skáceného topolu bylo nařezáno 37 sáhů (asi 11 metrů) dřeva, mimo otýpek.

### Předposlední topol
- vysazen: 1868
- zánik: 1976[1]
- výška: 35 m (1976)[2]
- obvod: 780 cm (1976)[1]
- věk: 108 let[2]

Dva roky po zániku předešlého topolu vysadil pan Václav Macoun z č. 15 nový strom.

### Současný topol
- vysazen: 1978[1]
- obvod: 396 cm (ve 120 cm, 2008)[2]
- věk: 33–37 let v době zániku

Poslední v řadě vysadil pan Jan Šimůnek ml. z č. 15. V průběhu roku 2006, konkrétně 21. července večer a 5. října v 15:20, do stromu uhodil blesk. Při prvním zásahu odletěla z kmene kůra a poškodila špejchar u domu č. 1.

## Památné a významné stromy v okolí
- Stromy na návsi ve Vesci
- Semtínská lípa
- Libošovické lípy